# Alexander Brenner (Architekt)

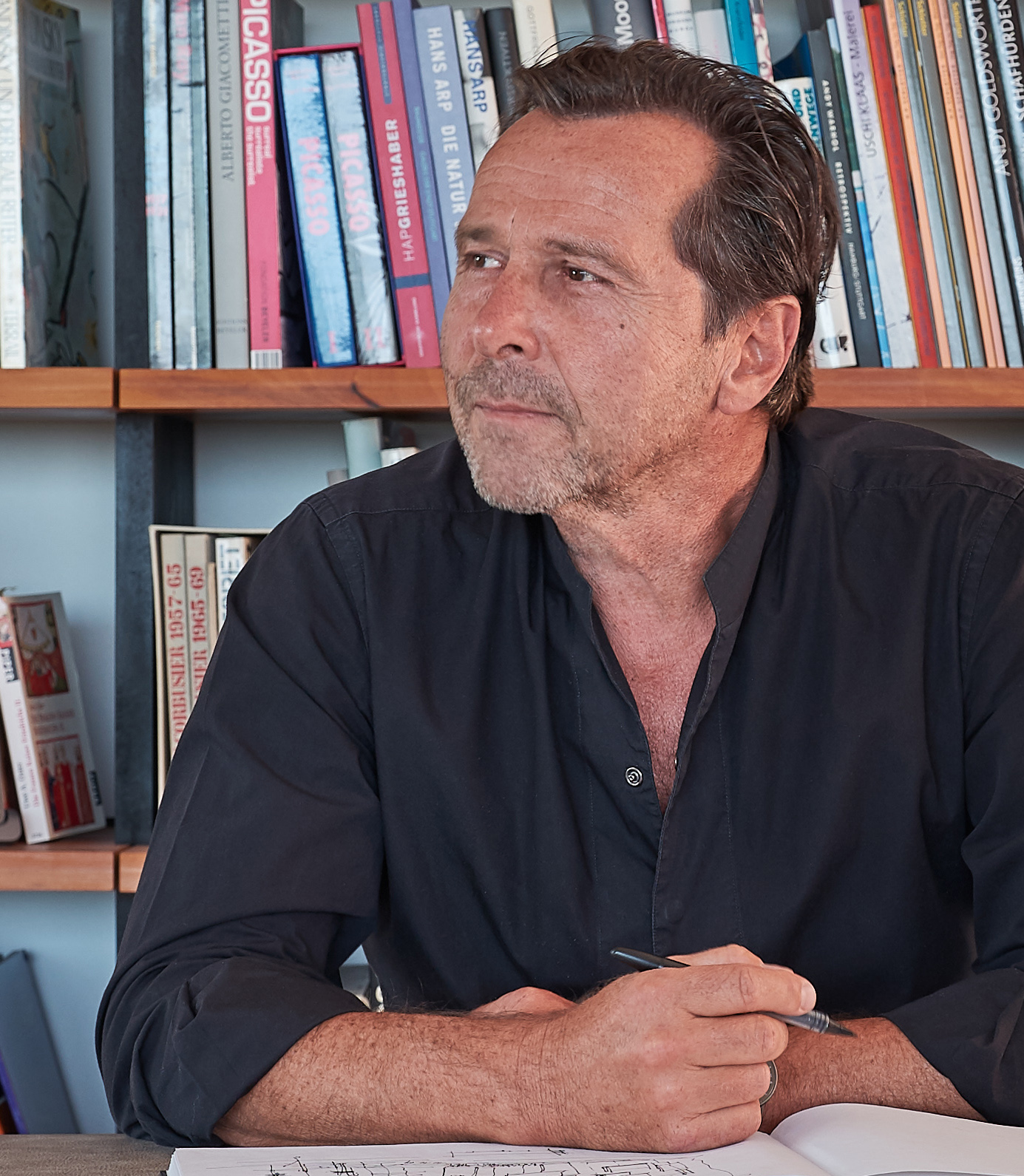
Alexander Brenner

Alexander Brenner (* 1958 in Salach) ist ein deutscher Architekt in Stuttgart und Inhaber des Ateliers Alexander Brenner Architekten.

## Leben
Alexander Brenner studierte 1981 bis 1987 Architektur und Stadtplanung an der Universität Stuttgart und arbeitete nach dem Studium als Projektarchitekt bei Dieter Hauser in Tübingen.
Zeitgleich begann er seine Tätigkeit als Hochschullehrer, wobei er an verschiedenen Hochschulen Städtebau und Entwerfen unterrichtete – zuletzt 2008 an der Hochschule Biberach im Fach räumliches Entwerfen in Vertretung von Kai Haag.
1990 gründete er sein eigenes Atelier in Stuttgart.
Alexander Brenner ist vor allem bekannt für seine leuchtend weißen kubischen Wohnhäuser und Villen, deren plastisch-geometrische Fassaden oft an konstruktivistische Tableaus erinnern.
Gemeinsamkeit bei allen Projekten ist eine integrierte Planung, die sowohl die Planung des Hochbaus als auch die räumliche Gestaltung, die Möbel-, die Licht- und die sonstigen Fachplanungen, sowie die Gestaltung der Außenanlagen umfasst.
Zu seinen bekanntesten Bauten gehören die Villa am Oberen Berg (2007), die 2009 für den Mies van der Rohe Award, den Preis der Europäischen Union für zeitgenössische Architektur, nominiert war, sowie das Haus Heidehof (2008) und die Villa SU in Stuttgart (2012).

## Lehre

Villa am Oberen Berg, Stuttgart

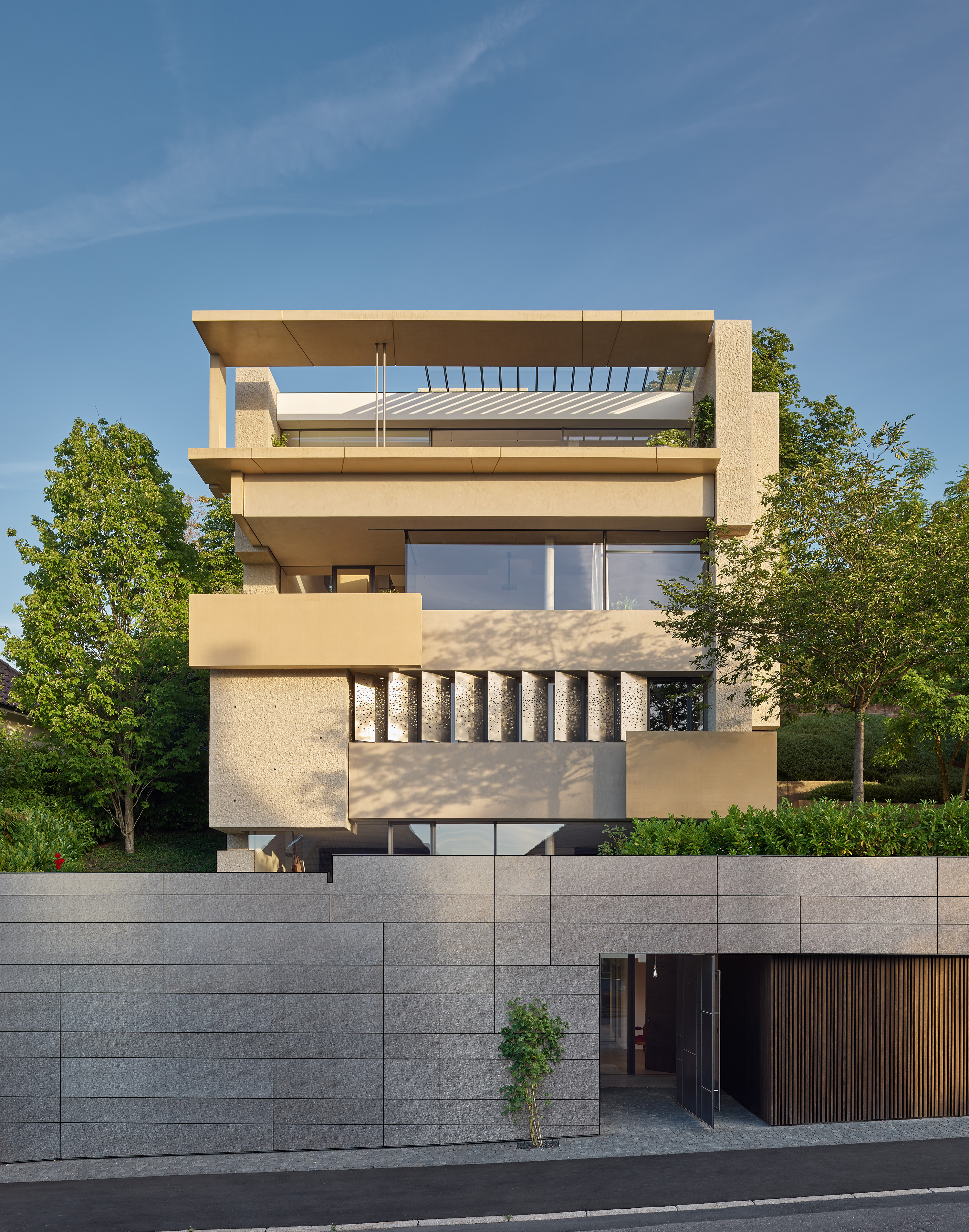
Brenner Research House PR39, Stuttgart

- 1988–1990 Lehrauftrag für das Fach Grundlagen der Gestaltung an der Hochschule Biberach
- 1993–1994 Lehrauftrag für Orts-, Regional und Landesplanung an der Hochschule Nürtingen
- 1990–2006 Lehrauftrag für Städtebau an der Hochschule für Technik Stuttgart
- 2007–2008 zunächst Lehrauftrag für Innenraum und Entwerfen, dann Vertretung Kai Haag im Fach räumliches Entwerfen an der Hochschule Biberach

## Auszeichnungen
- 2005 Auszeichnung Guter Bauten des BDA – Haus BOP
- 2008 Nominierung für den Mies van der Rohe Award 2009 – Haus am Oberen Berg
- 2009 Deutschlands 50 beste Einfamilienhäuser – Haus Dornhalde – Architektur & Wohnen
- 2011 Hugo-Häring-Auszeichnung des BDA – Publikumspreis Haus Strauss
- 2011 Häuser des Jahres, Anerkennung – Haus Con&Vent
- 2011 Auszeichnung Beispielhaftes Bauen der Architektenkammer Baden-Württemberg – Haus Heidehof
- 2016 „Top Architekturbüro 2017“ für Wohnungsbau und Einfamilienhäuser – Nachrichtenmagazin Focus
- 2016 Einer der 100 besten Einfamilienhaus Architekten in Deutschland, Österreich und der Schweiz – Zeitschrift Häuser
- 2016 Einer der 10 besten Architekten Deutschlands – Goethe-Institut Deutschland
- 2017 Auszeichnung guter Bauten des BDA Essen – Bredeney House

## Ausstellungen
- 2006–2007 Weltweit gezeigte Wanderausstellung „Neue Architektur in Stuttgart“
- 2008 Parrotta Contemporary Art, Stuttgart  – Alexander Brenner – Houses
- 2008 project space, Berlin  – Alexander Brenner – Houses
- 2011 AIT ArchitekturSalon München – Alexander Brenner – Houses 1990–2010
- 2011 Parrotta Contemporary Art, Stuttgart – Alexander Brenner – Houses 1990–2010
- 2013 Architekturgalerie am Weissenhof, Stuttgart – Mythos Architekturatelier
- 2015 Parrotta Contemporary Art, Stuttgart – Alexander Brenner – Villas and Houses 2010–2015